# Соссусфлей

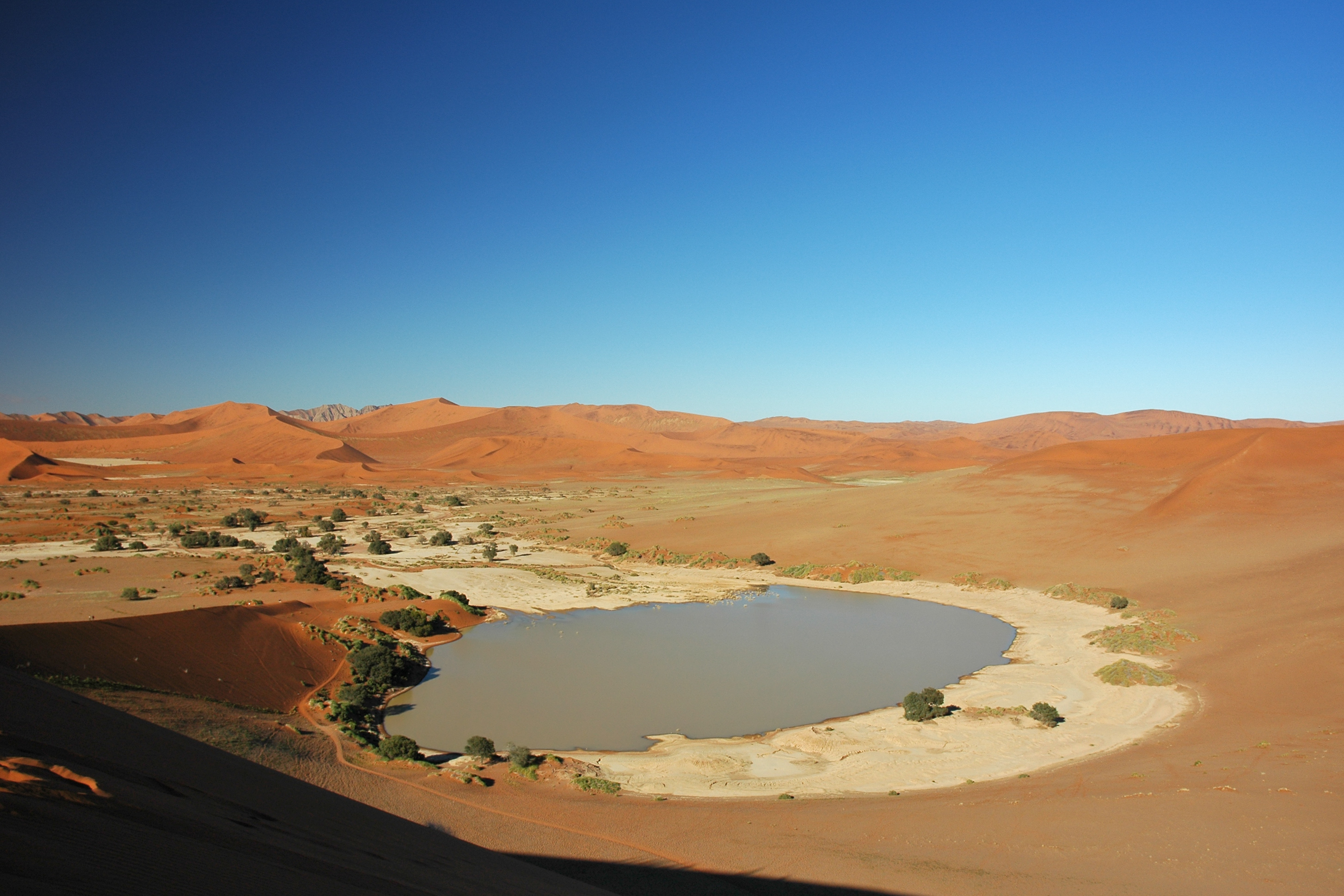
Соссусфлей, влажный период

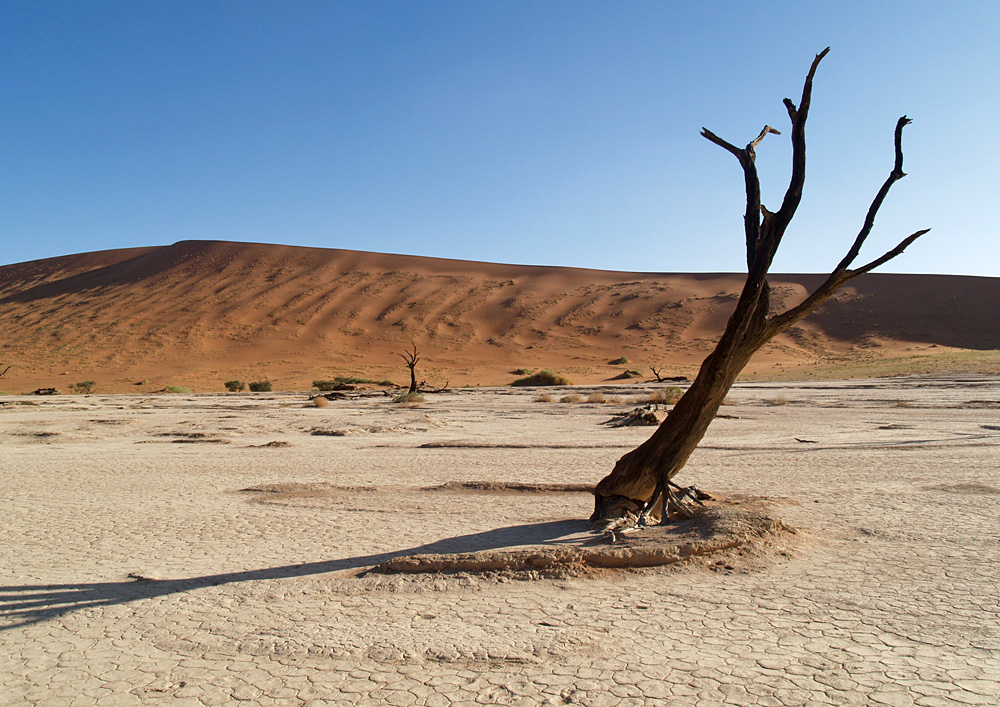
Мёртвая долина

Соссусфлей (англ. Sossusvlei) — глиняное плато в центральной части пустыни Намиб на территории национального парка Намиб-Науклуфт (Namib Naukluft), известное самыми большими в мире красными песчаными дюнами.
Во время непродолжительного влажного периода, обычно приходящегося на февраль, плато наполняется водами реки Цаухаб (Tsauchab River). Основная растительность Соссусфлея — верблюжья акация (Acacia erioloba).
В Соссусфлее находится знаменитая Мёртвая долина, известная остовами мёртвых деревьев.